# Primeira Guerra Anglo-Holandesa
A Primeira Guerra Anglo-Holandesa, chamada de Primeira Guerra Holandesa na Inglaterra, foi a primeira das Guerras Anglo-Holandesas. Ela foi travada inteiramente no mar entre as marinhas da Comunidade da Inglaterra e da República dos Países Baixos. O confronto, causado por disputas sobre trocas de mercadorias, começou com ataques ingleses contra navios mercantes holandeses, se expandindo para enormes ações em frota. No final a Inglaterra ganhou o controle dos mares próximos das Ilhas Britânicas e forçou os holandeses a aceitarem o monopólio inglês sobre as trocas com as colônias inglesas e escocesas.